# Sahlbergella singularis
Sahlbergella singularis là một loài côn trùng trong họ Miridae. Loài này được Haglund miêu tả khoa học đầu tiên năm 1895.
Đây là loài gây hại của cây Theobroma cacao, phát triển phổ biến ở Ghana.